# František Čech (Puppenspieler)
František Čech (* 8. Mai 1898 in Olmütz; † 19. November 1951 ebenda) war ein tschechischer Puppenspieler und Puppenspielautor.
Čech besuchte bis 1917 das Gymnasium in seiner Heimatstadt und absolvierte ein technisches Studium in Prag. Er arbeitete dann als Chemieingenieur in der Zuckerindustrie im mährisch-schlesischen Raum. Bereits als Student schrieb er sein erstes Puppenspiel. 1920 gründete er ein Puppentheater in Olmütz-Hatschein, für das er etwa 150 Stücke schrieb. Von diesen erschienen achtzig im Druck. Die humorvollen praxisorientierten Stücke mit den Protagonisten Kašpárek, Škrhola und dem Polizisten Pivoňka waren vor allem bei Laiengruppen sehr beliebt. Er gab auch Kurse für Puppenspieler, veröffentlichte Literatur über das Puppenspiel und bearbeitete Werke für das Puppentheater.

## Stücke
- Kašpárek sluhou u čaroděje (1922)
- Zlaté srdce (1922)
- Kašpárek vždy vítězí (1925)
- Fištrón (1926)
- Bruncvík (1926)
- Drak (1928)
- Kašpárek se ani čerta nebojí (1929)
- Kašpárek, Škrhola a Pivoňka (1929)
- Mlýn na čerty (1929)
- Pivoňka králem (1931)
- Konec čarodějky Hadimršky (1932)
- Kašpárkův první krok do života (1936)
- Mikuláš pana Ferdinanda (1936)
- Vánoční sen (1936)
- Kašpárek letí do pohádky (1938)
- Jeníček a Mařenka (1941)
- Svatý Mikuláš (1944)
- Kašpárek vaří živou vodu (1947)
- Kouzelný koberec (1946)
- Princezna Jitřenka se vdává (1947)
- Strašidlo Mulisák (1948)
- Pohádky na ruby (1948)
- Křídová pohádka (1953)

## Quelle
- hejcin.cz - Ing. František Čech

| Personendaten    | Personendaten                                    |
| ---------------- | ------------------------------------------------ |
| NAME             | Čech, František                                  |
| KURZBESCHREIBUNG | tschechischer Puppenspieler und Puppenspielautor |
| GEBURTSDATUM     | 8. Mai 1898                                      |
| GEBURTSORT       | Olmütz                                           |
| STERBEDATUM      | 19. November 1951                                |
| STERBEORT        | Olmütz                                           |